# Ipomoea decemcornuta
Ipomoea decemcornuta är en vindeväxtart som beskrevs av O'donell. Ipomoea decemcornuta ingår i släktet praktvindor, och familjen vindeväxter. Inga underarter finns listade i Catalogue of Life.